# Joleon Lescott
Joleon Patrick Lescott (* 16. August 1982 in Birmingham) ist ein ehemaliger englischer Fußballspieler. Der bei den Wolverhampton Wanderers ausgebildete Innenverteidiger, der sporadisch auch auf der Außenposition – dort in der Regel links – eingesetzt wird, war von 2007 bis 2013 Teil der englischen A-Nationalmannschaft. Sein um mehr als drei Jahre älterer Bruder Aaron ist ebenfalls Profifußballer, wenngleich nur in niederklassigeren Ligen unterwegs.

## Sportlicher Werdegang

### Wolverhampton Wanderers (1998–2006)
Der in Birmingham geborene Joleon Lescott besuchte im westlich der Stadt gelegenen Vorort Quinton die Four Dwellings School und war seit frühestem Kindesalter Anhänger von Aston Villa. Im Alter von fünf Jahren zog er sich schwere Verletzungen zu, als ihn ein Auto unweit seiner Schule erfasste und die Straße entlang schleifte – noch heute sind die Narben deutlich zu sehen, vor allem am Kopf und dort am Haaransatz.
Als knapp 16-jähriges Talent zog es Lescott – im Gegensatz zu seinem Bruder Aaron, der bei Villa aktiv war, dort aber nicht zum Zuge kam – in die Jugendakademie der Wolverhampton Wanderers. Schon bald überzeugte der Neuling durch seine sehr reif und abgeklärt wirkenden Vorstellungen auf der Innenverteidigerposition, die ihm auch zu Länderspielen in der englischen U-18-Auswahl verhalfen. Drei Tage vor seinem 18. Geburtstag debütierte er beim Zweitligaauftakt der Saison 2000/01 in der A-Mannschaft der „Wolves“ gegen Sheffield Wednesday und als Stammspieler gewann er bis 2002 zweimal die vereinsinterne Auszeichnung zum besten Jungprofi in Folge. Endgültig zum Schlüsselspieler reifte er in der Spielzeit 2002/03, als er nur eine einzige Partie verpasste und nicht selten als Abwehrchef der „Turm in der Schlacht“ war. In den drei erfolgreichen Play-off-Partien zum Aufstieg in die Premier League kassierte „seine“ Verteidigung nur einen Treffer.
Die Vorfreude auf die englische Eliteklasse hielt jedoch nur kurz an. Eine schwere Knieverletzung sorgte dafür, dass der Hoffnungsträger vergeblich auf seinen Premier-League-Einstand wartete. Seine Mannschaft konnte den Ausfall in der Abwehr, die auch noch die Verletzung des Torhüters Matt Murray verkraften musste, nicht kompensieren und stieg auf direktem Weg wieder in die Football League Championship ab. Langsam arbeitete sich Lescott wieder an vergangene Leistungen heran und nach stabilen Darbietungen einigte er sich mit der Vereinsführung der Wolverhampton Wanderers im Oktober 2005 über eine Vertragsverlängerung mit einer Laufzeit von 2½ Jahren. Dass er die Wolves aber bereits nach dem Ende der Saison 2005/06 verließ, lag daran, dass sich seine Form wieder an die aus dem Jahr 2003 annäherte. Seine Zweitligakollegen wählten ihn nach Ablauf der Runde in die „Mannschaft der Saison“ und da der Aufstieg dennoch verpasst wurde, nahm die Vereinsführung in Wolverhampton im Juni 2006 das verlockende Transferangebot des FC Everton in Höhe von fünf Millionen Pfund an – unterteilt in eine Sofortzahlung von zwei Millionen, weiteren Raten in gleicher Gesamthöhe und späteren Erfolgsvergütungen in Höhe von einer Million Pfund.

### FC Everton (2006–2009)
Nach einer intensiven medizinischen Untersuchung in Liverpool, die vor allem Lescotts vormals lädiertes Knie genau unter die Lupe nahm, war der Vereinswechsel perfekt und nachdem die „Toffees“ im Januar 2006 zuvor Per Krøldrup verkauft und danach Leihgabe Matteo Ferrari zurück zum AS Rom geschickt hatten, war Lescott einer von vier potentiellen Innenverteidigern im Kader. Auf Anhieb akklimatisierte sich der Neuzugang in der Defensive des FC Everton und dort nicht nur im Abwehrzentrum, sondern auch häufig auf der linken Außenverteidigerposition. Unter den neuen Mannschaftskameraden erarbeitete er sich schnell einen Führungsanspruch und wurde von diesen am Ende der Saison 2006/07 mit der Wahl zum besten Spieler der abgelaufenen Runde belohnt.
Gerüchte über einen bevorstehenden Wechsel zum FC Chelsea oder gar Real Madrid hatten sich während des Durchbruchs auf höchster nationaler Ebene zerschlagen und in den folgenden beiden Jahren bis zum Ablauf der Spielzeit 2008/09 blieb Lescott den „Toffees“ treu. Mit drei Toren in den ersten acht Partien der Saison 2007/08 entwickelte er sich zudem kurzzeitig zum Torjäger und der „Dauerbrenner“ in der Verteidigung – 129 Partien bestritt Lescott seit seiner Ankunft als Linksverteidiger oder innen an der Seite von Phil Jagielka oder Joseph Yobo für Everton in Serie – machte sich speziell einen guten Ruf im Zweikampf mit gegnerischen Topstürmern. Im Frühling 2009 bekundete das aufstrebende und mit viel Geld ausgestattete Manchester City Interesse an einem Transfergeschäft, dem der FC Everton gleich ebenso zweimal öffentlichkeitswirksam ebenso ablehnend gegenüberstand, wie beim anschließenden Gesuch von Lescott selbst im August 2009 – Trainer David Moyes bezeichnete Lescotts Vorhaben gar als „ekelhaft“ (englisch: „disgusting“). Der Verhandlungspoker endete am 25. August 2009, als Lescott einen Fünfjahresvertrag bei den „Citizens“ unterzeichnete und eine Ablösesumme in Höhe von 22 bis 24 Millionen Pfund in Richtung des FC Everton floss.

### Manchester City (2009–2014)

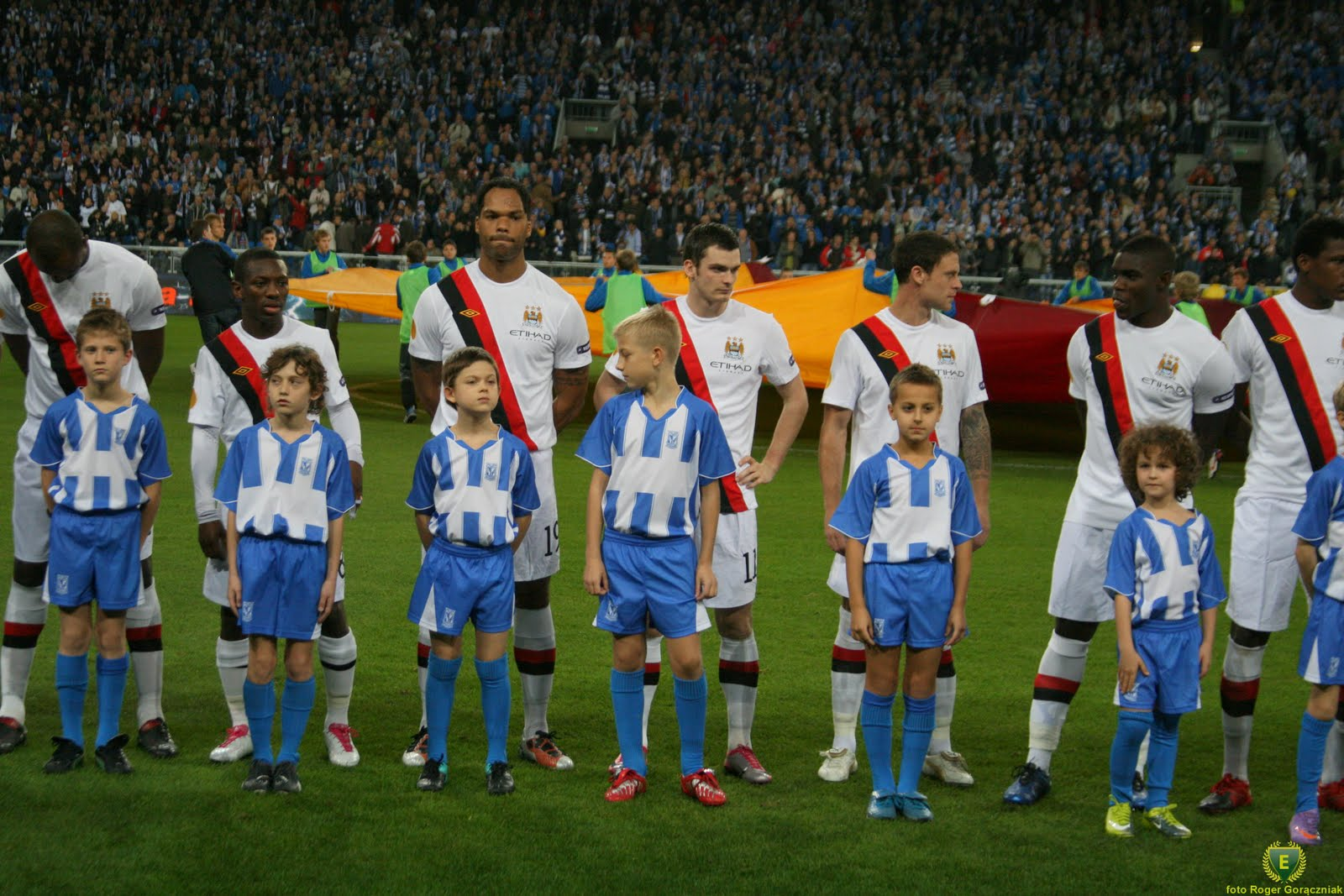
Joleon Lescott mit Mannschaftskollegen vor dem Europa-League-Spiel Manchester City gegen Lech Posen am 4. November 2010.

Lescott war in Manchester Teil eines groß angelegten Investitionsprojekts, das auch die „Hochkaräter“ Carlos Tévez von Manchester United und Emmanuel Adebayor vom FC Arsenal umfasste. Gleich 18 Mal stand Lescott in seinem neuen Team in der Startelf, bevor ihn eine Knieverletzung aus einer Partie gegen den FC Chelsea im Dezember 2009 zunächst für zwei Monate und später ab März 2010 erneut pausieren ließ.

### West Bromwich Albion (2014–2015)
Zur Saison 2014/15 wechselte Lescott ablösefrei zu West Bromwich Albion und erhielt dort einen Zweijahresvertrag mit der Option auf Verlängerung. Nachdem die Baggies in sechs der zehn Spiele mit seiner Beteiligung ohne Gegentor geblieben waren, forderten einige Fans seine Rückkehr in die englische Nationalmannschaft. Sein erstes und einziges Tor für West Bromwich erzielte er am 20. Dezember 2014 bei der 2:3-Niederlage gegen die Queens Park Rangers, als er das zwischenzeitliche 1:0 erzielte.

### Aston Villa (2015–2016)
Am 1. September 2015, dem letzten Tag des Transferzeitraums, wechselte Lescott zum Ligarivalen Aston Villa, wo er einen Zweijahresvertrag erhielt und kehrte somit in seine Heimatstadt zurück. Mit den Villans gelang es ihm jedoch nicht in dem Folgejahr die Klasse zu halten und er landete, mit einer Ausbeute von lediglich 17 Punkten, weit abgeschlagen auf dem letzten Tabellenplatz der Premier League.

### AEK Athen (2016)
Nachdem sich ein Wechsel zu den Glasgow Rangers durch einen nicht bestandenen Medizincheck im letzten Moment zerschlagen hat, wechselte der bereits 34-jährige Lescott ablösefrei nach Griechenland zu AEK Athen und unterschrieb dort einen bis 2018 gültigen Vertrag. Das Kapitel Athen war für den ehemaligen englischen Nationalspieler allerdings bereits nach einem halben Jahr wieder beendet. Mitgrund für die beidseitige Auflösung der Zusammenarbeit war, griechischen Medien zufolge, eine Uneinigkeit mit dem Verein über den Ort der Rehabilitation seiner Knieverletzung.

### AFC Sunderland (2017)
Die Rückrunde der Saison 2016/17 verbrachte Lescott anschließend in Sunderland, bestritt jedoch nur zwei Pflichtspiele und stieg mit dem Verein als Letzter der Premier League ab.

### Racing Murcia (2020)
Am 27. November 2020, drei Jahre nach Lescotts Karriereende, vermeldete der spanische Viertligaverein Racing Murcia, dass Joleon Lescott bei dem Club einen Vertrag unterschrieben hat und seine Karriere wiederaufnimmt. Kurz darauf wurde die Erklärung des Vereins allerdings von Lescott selbst dementiert. Er gab bekannt, dass er zum Zeitpunkt der Kundgabe der Unterzeichnung des Vertrages, der nur für das Copa-del-Rey-Spiel gegen Levante gelten sollte, noch nicht offiziell zugesagt hatte und sich noch in Vorgesprächen befand.

## Englische Nationalmannschaft

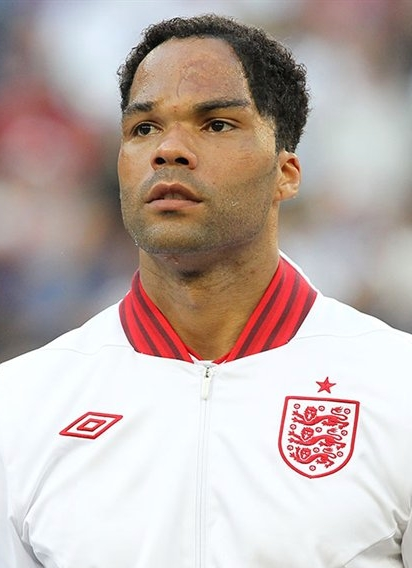

Früh agierte Lescott auf internationalem Level für englische Nachwuchsteams und so kam er für die U-18-, U-20- und U-21-Auswahlen zum Zuge. Nach seiner erfolgreichen Debütsaison beim FC Everton stand er am 25. Mai 2007 ab der 75. Minute für den ausgewechselten Nicky Shorey in der B-Nationalmannschaft, die in Burnley Albanien mit 3:1 besiegte.
Am 13. Oktober 2007 gab Lescott unter Steve McClaren sein Debüt im A-Nationalteam gegen Estland, als er zur zweiten Halbzeit für Rio Ferdinand eingewechselt wurde. Zuvor war er erstmals für die EM-Qualifikationsspiele gegen Israel und Russland in den Kader der „Three Lions“ berufen worden. Nach der gescheiterten Qualifikation für die Euro 2008 – bei den entscheidenden Niederlagen gegen Russland (1:2) und Kroatien (2:3) stand er jeweils in der Startelf – kam Lescott auch unter dem neuen Coach Fabio Capello in den Jahren 2008 und 2009 zu sporadischen Einsätzen, wenngleich nicht als Stammspieler, da der Italiener in der Innenverteidigung vor allem John Terry, Rio Ferdinand und Matthew Upson bevorzugte. Lescott stand im Aufgebot für die Fußball-Europameisterschaft 2012 und wurde im ersten Gruppenspiel gegen Frankreich eingesetzt. Als Abwehrspieler erzielte er das erste Tor für sein Team, indem er in der 30. Spielminute einen Freistoß von Gerrard per Kopf zum 1:0 verwandelte. Sein letztes Länderspiel absolvierte er am 26. März 2013 beim 1:1-Unentschieden gegen Montenegro in der Qualifikation zur WM 2014 in Brasilien.